# اسنات (رپر)
ادی جونیور ادوارد (به انگلیسی: Edy Junior Edouard؛ زادهٔ ۱۶ دسامبر ۱۹۹۷) که بیشتر با نام هنری اسنات (به انگلیسی: $NOT) شناخته می‌شود، رپر و خواننده-ترانه‌پرداز آمریکایی می‌باشد. وی که در شهر نیویورک به دنیا آمده، در هفت‌سالگی به لیک ورث بیچ، فلوریدا نقل مکان کرد؛ و فعالیت رپ خود را در سال ۲۰۱۶ در همانجا از طریق پلتفرم ساوندکلاود آغاز کرد. اسنات با انتشار تک‌آهنگ موفق و تاثیرگذارش به نام «گوشا» در سپتامبر ۲۰۱۸ به شهرت رسید. از سال ۲۰۱۹، او با ناشر انترتینمنت ۳۰۰ قرارداد دارد.